# Esquema Ponzi

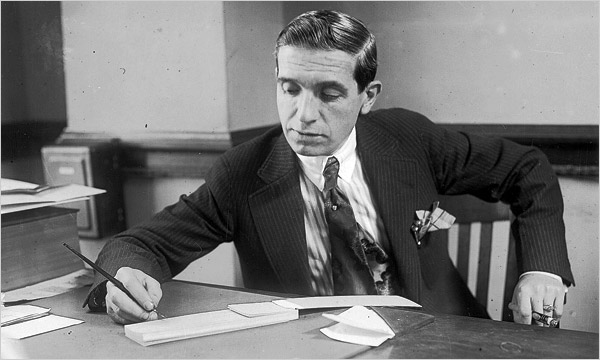
Foto de 1920 de Charles Ponzi.

Um esquema Ponzi é uma operação fraudulenta sofisticada de investimento do tipo esquema em pirâmide que envolve a promessa de pagamento de rendimentos anormalmente altos ("lucros") aos investidores à custa do dinheiro pago pelos investidores que chegarem posteriormente, em vez da receita gerada por qualquer negócio real. O nome do esquema refere-se ao criminoso financeiro ítalo-americano Charles Ponzi.

## História
Embora esquemas semelhantes a este já existissem anteriormente, o ítalo-americano Charles Ponzi, na década de 1920, notabilizou-se como autor de uma gigantesca fraude.
Charles Ponzi era um emigrado italiano. Supõe-se que ele tenha chegado aos Estados Unidos na década de 1910. Indivíduo de poucos recursos, como a maior parte dos migrantes que então chegavam à América, "descobriu", pouco tempo depois da chegada e graças a uma correspondência que recebera da Espanha, que os selos de resposta do correio internacional  podiam ser vendidos nos Estados Unidos por um preço mais alto do que no estrangeiro. Assim começou o rumor e muitas pessoas não quiseram ficar fora do negócio e entregaram capitais a Ponzi. Mas embora Ponzi estivesse a recolher somas astronômicas de dinheiro, e houvesse filas para lhe entregar mais, na realidade não comprou selos com o dinheiro recebido. Pagava rendimentos de até 100% em três meses, com o capital dos sucessivos novos investidores.
Ponzi convenceu amigos e parceiros do novo negócio a apoiarem o seu sistema no início, oferecendo um retorno de 50% num investimento a 45 dias. Algumas pessoas investiram e obtiveram o prometido no intervalo temporal combinado. O esquema alargou-se, e Ponzi contratou agentes, pagando generosas comissões por cada dólar que pudessem trazer. Em fevereiro de 1920, Ponzi obteve cerca de 5 000 dólares americanos, uma grande quantia naquele tempo. Em março, já tinha 30 mil dólares. A histeria coletiva cresceu e Ponzi começou a expandir o negócio para a Nova Inglaterra e Nova Jersey. Os que investiam obtinham grandes lucros e estimulavam outros a investir. Já em maio do mesmo ano, Ponzi tinha conseguido recolher 420 mil dólares. Começou a depositar o seu dinheiro no Hanover Trust Bank of Boston (um pequeno banco da Hanover Street, no bairro de North End, cuja população era majoritariamente italiana), esperando que, se sua conta se tornasse bastante grande, ele poderia influir sobre a administração banco ou até mesmo tornar-se seu presidente. De fato ele conseguiu assumir o controle acionário do banco.
Em julho de 1920 já tinha milhões de dólares. Muitas pessoas venderam ou hipotecaram as suas casas, na esperança de ganhar quantias maiores. Porém, no dia 26 de julho grande parte do esquema começou a colapsar, depois que  o Boston Post começou a questionar as práticas da empresa de Ponzi. Finalmente a empresa sofreu intervenção pelo Estado que congelou todas as novas captações de dinheiro. Muitos dos investidores reclamaram furiosamente o seu dinheiro, e, nesse momento, Ponzi devolveu o capital a quem o solicitou, o que causou um aumento considerável da sua popularidade, havendo muitos que lhe pediam para se candidatar a um cargo político público. As promessas de Ponzi cresceram ainda mais já que planejava criar um novo tipo de banco, no qual os lucros se repartissem de igual modo entre os acionistas e aqueles que investissem dinheiro no banco. Até planejou reabrir a sua empresa sob o nome "Charles Ponzi Company", com o principal objectivo de investir em empresas em todo o mundo.
Graças ao seu esquema Ponzi começou a viver uma vida cheia de luxos: comprou uma mansão, com ar condicionado e aquecedor para a sua piscina, e trouxe a sua mãe da Itália em primeira classe. Rapidamente o imigrado pobre obteve não só uma grande quantidade de dinheiro como se cercou dos luxos mais extravagantes, para a sua família e para si mesmo.
Em agosto de 1920, os bancos e os meios de comunicação declararam Ponzi em bancarrota. Ele confessou que, em 1908, havia participado de uma fraude muito parecida, no Canadá.
O governo federal dos Estados Unidos finalmente interveio e descobriu a megafraude. Ponzi foi detido mas logo liberado, mediante pagamento de fiança. Decidiu continuar com o seu sistema, convencido de que o poderia sustentar. Rapidamente o sistema caiu e os poupadores perderam o seu dinheiro. A maior parte das pessoas não obteve benefícios, e muitos haviam reinvestido os lucros no esquema fraudulento. Embora  a fraude tivesse sido descoberta e apesar de Ponzi ter sido deportado para Itália, ele foi aclamado como um benfeitor por muitos.

## Características
Os esquemas Ponzi oferecem aos investidores grandes juros num curto período, e o sistema pode funcionar apenas a curto prazo, tudo dependendo da quantidade de novos investidores que integrem o negócio.
O sistema Ponzi degenera sempre em bancarrota, já que a maioria esmagadora dos investidores perde todo o seu dinheiro. As características típicas da propaganda para recrutar novos investidores são:
- Promessa de altos rendimentos a curto prazo;
- Obtenção de rendimentos financeiros que não estão bem documentados;
- Dirigido a um público não financeiramente esclarecido;
- Um único promotor ou uma única empresa;
- Falta de Produto a ser consumido ou então um produto que é vendido a um preço muito maior que o preço de mercado. Porém a venda do produto é algo secundário, já que o mais importante é recrutar novas pessoas;
- Movimentação apenas de dinheiro;
- Nenhum vinculo com Leis Trabalhistas e de Arrecadação de Impostos Federais. Em geral, os participantes acabam "pagando para trabalhar".

Torna-se evidente que o risco de investimento nas operações que fazem uso desta prática é elevadíssimo.
Em muitos países, esta prática é um crime.

## Autores de esquemas fraudulentos famosos
- Brasil, 2021,  A GAS Consultoria, onde a mesma chegou a movimentar R$ 38 bilhões, prometendo alto rendimento num curto período de tempo com investimentos em Bitcoins, porém, o dono da empresa, conhecido como "Faraó dos Bitcoins", um ex-garçom de Cabo Frio, praticava o esquema Ponzi, portanto, o valor investido pelos investidores não era aplicado em Bitcoins e era usada apenas para pagar porcentagens do montante total investido. Pelo desconhecimento do tema de criptomoedas, as pessoas acreditavam na promessa da GAS e indicavam e investiam mais na empresa aumentando exponencialmente o tamanho do esquema. Atualmente o proprietário está preso e sendo investigado pela Polícia Federal do Brasil.[2][3]
- Brasil, década de 2010 - A Telexfree, o maior esquema em pirâmide na história do Brasil, financiada pelos empresários Carlos Nataniel Wanzeler e James Matthew Merrill. Estimativas sugerem que a empresa causou um prejuízo de 2 bilhões de reais aos seus credores.[4] Em 2016, James confessou para a justiça de Massachusetts os crimes de fraude e conspiração.[5] Em 2019, a Telexfree está bancarrota.[6]
- Estados Unidos da América, década de 1920 - Charles Ponzi oferecia investimentos de curto prazo com rendimentos elevados convencendo os investidores de que era possível lucrar em transações internacionais que envolviam selos e cupons-resposta dos Correios americanos,[7] um negócio que nunca foi realizado por Ponzi. Apesar disso os depósitos saltaram de US$ 5 000,00 em fevereiro de 1920 para mais de US$ 1 000 000,00 em julho de 1920 quando o esquema em pirâmide foi combatido pelo governo dos Estados Unidos. Charles Ponzi chegou a ser preso mas foi solto sob fiança pouco tempo depois e foi residir na cidade do Rio de Janeiro, onde morreu em 1949 como indigente.[8] Esquemas em pirâmide no sistema financeiro que oferecem juros altos no curto prazo passaram a ser denominados como "Esquema Ponzi" devido a esse esquema fraudulento.
- Portugal, década de 1980 - Maria Branca dos Santos, apelidada de "Dona Branca", criou uma organização de empréstimos e investimentos ilegais que funcionava através de um esquema em pirâmide. As atividades iniciaram no final dos anos 70 e ganharam força no início dos 1980 levantando 17,5 bilhões de escudos, o que equivalia a US$ 130 milhões na época. Em 1984 o esquema foi desmantelado pelas autoridades portuguesas que reconheceram o esquema como uma das maiores fraudes financeiras do país. Maria Branca dos Santos foi acusada e, aos 76 anos, condenada a dez anos de prisão.[9] Dona Branca faleceu em 1992 aos 90 anos após ser libertada por problemas de saúde.
- Estados Unidos da América, década de 2000 - o financista Bernard Madoff oferecia um fundo de investimento com juros mensais de 1% no mercado norte-americano através de um esquema em pirâmide do tipo Ponzi. Apesar da taxa de juros de mensais de 1% não serem totalmente absurdas, elas eram muito altas para os padrões da economia norte-americana (da ordem de 1% juros ao ano) e só foram possíveis através dos depósitos de novos investidores.[10] A partir da crise financeira mundial de 2007 os investidores dos fundos de Madoff foram surpreendidos ao não conseguirem resgatar seus depósitos, um esquema de fraude estimado em US$ 65 bilhões. Em 2008, Bernard Madoff, então com 71 anos, foi acusado e condenado a 150 anos de prisão.
- Romênia, 1992-4: o esquema Caritas, fundado pelo empresário Loan Stoica, atinge entre um décimo e um terço da população da Romênia. Coincidindo com a transição para o capitalismo, o esquema aproveitou-se das novas perspectivas abertas pela manipulação do dinheiro no país. Prometia o valor investido multiplicado por oito vezes, em um período de apenas três meses.
- Esquemas de pirâmide na Albânia foram esquemas Ponzi que precipitaram os distúrbios de 1997. Eles começaram suas operações em 1991, sendo o primeiro formado por Hajdin Sejdia, antigo assessor econômico do primeiro-ministro Fatos Nano. Depois de iniciar as obras para a construção de um suposto hotel no centro de Tirana, ele escapou para a Suíça com vários milhões de dólares. A área ficou conhecida como Hajdin Sejdia's Hole. Mais tarde foi preenchido por equipes para criar um parque local, mas desde então rapidamente se transformou em uma área usada pela cena local da prostituição. Após os eventos, alguns credores foram liquidados, enquanto outros não. Alega-se que a maioria dos montantes ainda são mantidos em bancos estrangeiros.
- Estados Unidos da América, 2008. Venda desenfreada de CDOs e CDSs pelos grandes bancos de investimento.